# Adler- und Ratsapotheke

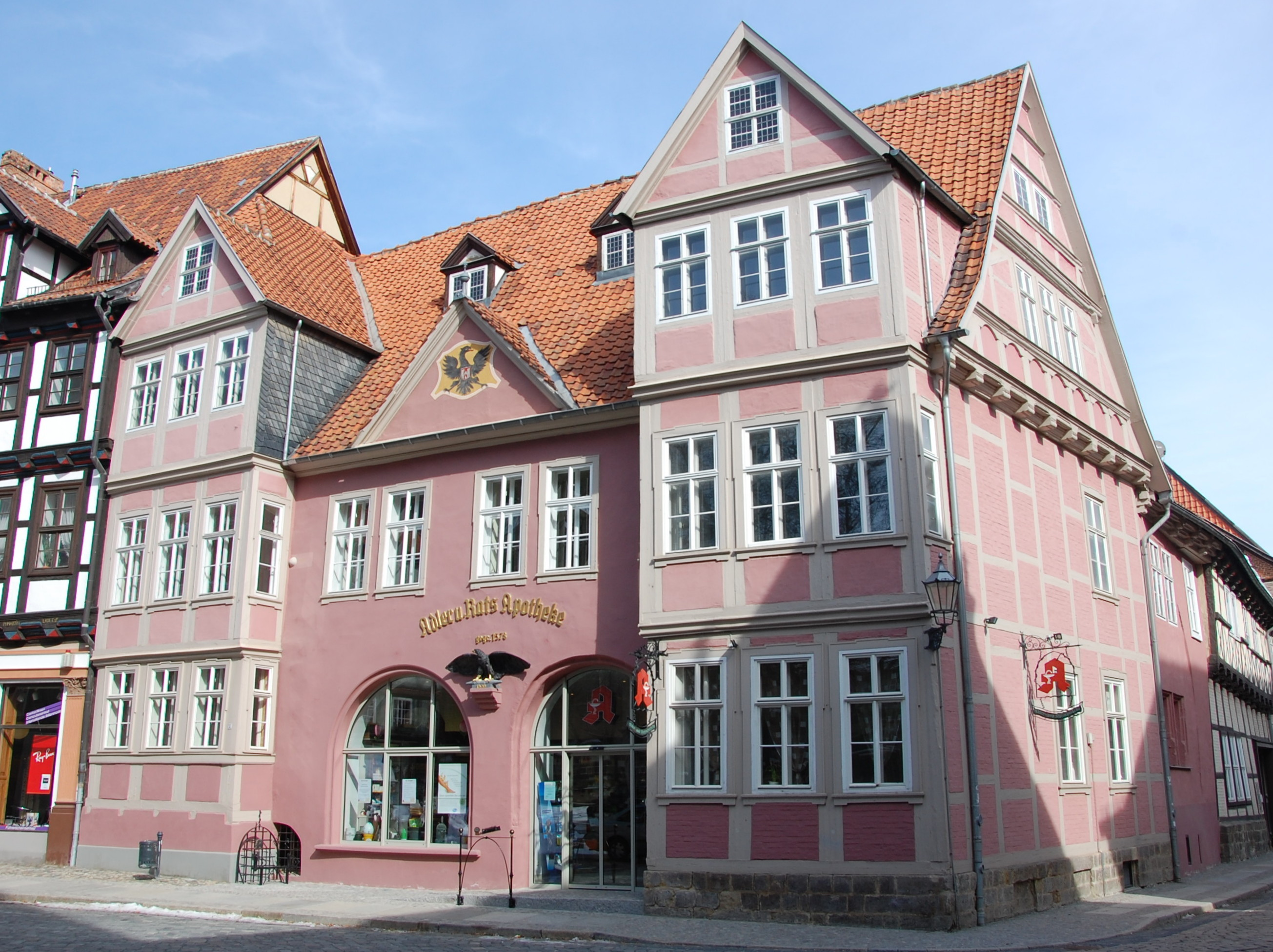
Adler- und Ratsapotheke

Die Adler- und Ratsapotheke  ist eine traditionsreiche Apotheke und denkmalgeschütztes Gebäude in der Stadt Quedlinburg in Sachsen-Anhalt. 

## Lage
Sie befindet sich an der Adresse Kornmarkt 8 nördlich des Marktplatzes der Stadt an der Einmündung des Kornmarkts auf die Breite Straße und gehört zum UNESCO-Weltkulturerbe. Im Quedlinburger Denkmalverzeichnis ist sie als Apotheke eingetragen. Westlich grenzt das gleichfalls denkmalgeschützte Haus Kornmarkt 7 an.

## Architektur und Geschichte
Die Apotheke wird zumindest seit dem Jahr 1578 betrieben. Die bauliche Substanz ist zum Teil noch älter und geht in ihrem Kern auf einen Wohnturm aus der Zeit der Frühgotik zurück, der sich im Bereich zur Breiten Straße hin befand. Aus dieser Zeit sind zwei massive Wände erhalten. In der östlichen Wand befindet sich eine spitzbogige Arkade. Diese historische Bausubstanz und insbesondere ein im Obergeschoss befindlicher größerer Raum mit einem mittleren Unterzug, gab Anlass zu Spekulationen, das Gebäude könnte ursprünglich als Rathaus eines älteren Siedlungsteils gedient haben. Konkrete Nachweise für eine solche Vermutung gibt es jedoch nicht.
Im Zuge des Umbaus zur Apotheke erfolgte eine Erneuerung im Stil der Renaissance, hierbei entstanden die zwei in der Südseite des Erdgeschosses befindlichen breiten Rundbögen. Eine Umgestaltung im Stil des Frühklassizismus fand dann in der Mitte, nach anderer Angabe in der zweiten Hälfte des 18. Jahrhunderts statt. In dieser Phase entstanden die mit eigenen Giebeln bekrönten in Fachwerkbauweise errichteten Seitenrisalite.
Der später als Chemiker bekannt gewordene Martin Heinrich Klaproth arbeitete in jungen Jahren Mitte des 18. Jahrhunderts für sechs Jahre in der Quedlinburger Ratsapotheke.
Nach Norden entlang der Breiten Straße erstreckt sich ein 1560 entstandener Fachwerkseitenflügel. Seine Fassade verfügt in den Brüstungsfeldern über Andreaskreuze, eine für die Bauzeit seltene Zierform, die erst etwa 100 Jahre später wieder verstärkt eingesetzt wurde. Die Balkenköpfe sind walzenförmig ausgeführt und mit Sternen geschmückt. Die Brüstungsbohlen sind profiliert. Das Erdgeschoss wurde in der ersten Hälfte des 18. Jahrhunderts im Stil des Barock umgestaltet.
In der Literatur wird der Kornmarkt 8 als Objekt aufgeführt, an dem spät die Zierform der Fächerrosette zum Einsatz kam.
Auf dem Hof des Anwesens befindet sich ein Verwaltungsgebäude. Es entstand, für Quedlinburg ungewöhnlich, in der sachlichen Architektursprache der späten 1920er Jahre.